# Formularprozess
Der Formularprozess (auch als Formularverfahren bezeichnet; lat. formula, „kleine Satzung“, Diminuitiv von forma, „Norm, Verfahrensordnung“) war ein spätestens im 2. Jahrhundert v. Chr. im römischen Recht eingeführtes prätorisches Prozessverfahren. Es hatte das ältere System der Legisaktionen aus frührepublikanischer Zeit abgelöst, wurde selbst aber – aufgrund der größeren Praktikabilität des Kognitionsverfahrens – im Laufe des 2. Jahrhunderts n. Chr. wieder preisgegeben. Die in der rechtshistorischen Literatur auch als Schriftformeln bekannten formula, beinhalteten das Prozessprogramm zum Streitgegenstand und behandelten lange Zeit vornehmlich prätorisches Honorarrecht, anfänglich beschränkt auf Klagen aus Gelddarlehen (mutua).
Formularprozess (agere per formulam) bedeutet, dass der Prozess durch eine schriftliche Formel bestimmt wird, die der Gerichtsmagistrat in Interaktion mit den Streitparteien dem Richter bzw. der Richterbank vorgibt. Die Entscheidung soll sich nach bestimmten in der Formel enthaltenen Worten richten, umfassend die Richtereinsetzung, das Streitprogramm, Klagegrund und Klagegegenstand, sowie die Verurteilung. Der äußeren Erscheinung nach war die Formel wohl Urkunde.
Viele Quellen der klassischen Jurisprudenz, die sich sicherlich intensiv mit dem Formularverfahren befasst hatten, stehen heute nicht mehr zur Verfügung. Da zudem Justinian seine große Gesetzeskompilation in der Spätantike an der längst veränderten Gestaltung des Zivilprozesses ausgerichtet hatte und deshalb nur rudimentär Zeugnis über den Verfahrenstyp ablegt, kommt der Würdigung der schmalen Beleglage des Hochklassikers Gaius besondere Bedeutung zu.

## Entwicklung der römischen Prozessarten
Dem Formularprozess ging historisch das Legisaktionenverfahren (von lege agere, legis actio; „Handeln nach festen Spruchformeln“, die von den Parteien vor dem Magistrat gesprochen werden mussten) voraus. Ursprünglich ein einheitliches Verfahren, war es der Quellentradition nach in seiner späteren Phase durch eine Zweiteilung der Verfahrensschritte gekennzeichnet. Zunächst wurde der Prozess vom Magistraten im ersten Verfahrensschritt (in iure) vorbereitet und justiziabel gemacht, indem er mit bestimmten Worten (certis verbis) begründet wurde (Spruchformel). Kern des Auftritts der Parteien vor (zumeist) dem Magistrat war im formellen Sinne deren Wechselrede (Mündlichkeit) in der Sacheinlassung. Im zweiten Verfahrensschritt wurde vor dem Richter (apud iudicem) Beweis erhoben und das Urteil gesprochen.
Ausweislich der gaianischen Institutionen wurde das Prozessbild seit der lex Aebutia de formulis im Lauf des 2./1. Jahrhunderts v. Chr. abgewandelt, was zur Folge hatte, dass das Legisaktionenverfahren vom Formularprozess abgedrängt und durch die augusteischen leges Iuliae im Jahr 17 v. Chr. (mit wenigen Ausnahmen) schließlich abgeschafft wurde. Gestritten wurde ab dieser Zeit per concepta verba, das heißt per formulas und nicht mehr mittels unabänderlicher Spruchformeln in einer Wechselrede. Das bedeutet aber nicht, dass lediglich „Spruch-“ durch „Schrift-“ ausgetauscht gedacht werden muss, erheblich war vielmehr, dass die Parteien auf das Verfahren Einfluss nehmen konnten. Die Formel wurde verbal in freier Parteiverhandlung synthetisiert, nicht aus determinierten Sprachvorgaben deduziert; die Festlegung des Streitgegenstandes dokumentierte sich aus dem Klageantrag (in ius vocare) und der Beklagteneinlassung (litis contestatio). Die Prozessbeteiligten genossen aber nicht nur eine größere Gestaltungsfreiheit, auch entfiel die dem strengen Formalismus verpflichtete sakrale Tradition des archaischen Spruchformelverfahrens. Im Ergebnis eines Vergleichs, war der inhaltliche Unterschied der Prozessarten gleichwohl gering.
In der Zeit des Prinzipats ergab sich eine Neuerung insoweit, als Urteile des iudex überprüfbar wurden. In einem Anschlussverfahren (cognitio) konnte kraft des in der neuen Reichsverwaltung eingerichteten Instanzenzuges ein beamteter Richter die vorangegangene Entscheidung aufheben, nachdem er eine erfolgreiche Beschwerde (appellatio) an den Princeps gerichtet hatte. Im Vollstreckungsrecht löste die actio iudicati die legis actio per manus iniectionem ab, stellte aber ebenfalls einen neuen Prozess dar. In diesem konnte die Zwangsvollstreckung auf die Person des Schuldners erfolgen, genauso aber auch in dessen Vermögen.
Der Formularprozess wurde im Lauf des 3. Jahrhunderts n. Chr. vom Kognitionsprozess (von cognitio, Prüfung und Entscheidung einer rechtlich relevanten Frage durch einen Amtsträger) verdrängt, 342 n. Chr. förmlich abgeschafft, von den Kaisern Constans und Constantius wurde er in beiden Teilen des Reichs verboten.

## Magistrate und Urteilsrichter
In Rom waren der Stadtprätor (praetor urbanus) und der Fremdenprätor (praetor peregrinus) für Art und Umfang von Gerichtsprozessen zuständig. Bis zur Klarstellung des gerichtlichen Anspruchs des Klägers durch Streitbefestigung (Formelbildung), hielt er den Prozess selbst in der Hand. Mit Absolvenz dieses ersten Prozessabschnitts (in iure), gab er an den Entscheidungsrichter apud iudicem, der die Beweisaufnahme nach seinen Vorgaben vorzunehmen hatte, zur Urteilsbildung ab. Die Bezeichnungsunterschiede der Prätoren resultierten daraus, ob römische Bürger (dann Stadtprätor), oder Nichtbürger (dann Fremdenprätor) am Prozess beteiligt waren. Die örtlichen Marktstreitigkeiten regelten die kurulischen Ädile (aediles curules) als Gerichtsmagistrate.
In den römischen Provinzen waren es die Statthalter, die an den Gerichtstagen (conventus) vorsaßen. Sofern in den Kolonien und Munizipien, in denen Voll- oder Halbbürger, also auch Bürger mit lediglich latinischem Bürgerrecht stritten, und der Streitwert gering war, nahmen sich auch die Magistrate der Gemeinden der Rechtsangelegenheiten an. Zumeist waren das die duoviri iure dicundo.
Als Richter im zweiten Verfahrensabschnitt (apud iudicem), traten der Einzelrichter iudex unus oder die – um keine Pattsituationen entstehen zu lassen – mit drei oder fünf Richtern besetzte Richterbank (recuperatores) in Erscheinung (apud recuperatores). In erbrechtlichen Angelegenheiten allerdings, waren die centumviri aufgerufen, die Beweisaufnahme zu lenken und das Urteil zu bilden. Die Besonderheit bei dieser Rechtsmaterie lag darin, dass noch in der klassischen Kaiserzeit nach dem Vorgängerverfahrenstyp, den Legisaktionen, verhandelt wurde. Zur Auswahl der Richter, wurden diese einer Liste entnommen, die Senatoren und Ritter auswies. Den Parteien war allerdings das Recht eingeräumt, selbst einen Richter bestimmten.

## Verfahrensbestandteile des Prozesswesens
Die römischen Quellen selbst geben keine Hinweise auf die in der Forschung verwendeten Begrifflichkeiten zur Verfahrenszweiteilung in die Schritte in iure (apud magistratum/praetorem) und apud iudicem. Gebraucht wurden vielmehr Bezeichnungen wie agere cum (petere ab) aliquio, iudicium (accipere), litis contestatio, iudicium dare, actio, petitio und persecutio, Termini, die nach modernem Verständnis lediglich über- bzw. unterschneidende Einzelheiten aus dem Gesamtverfahren, Interaktionen und Maßnahmen von Parteien und Magistrat (zumeist dem Prätor), ausdrücken. Aus diesem Grund vereinfacht die moderne Vorstellung eines „zweigeteilten Prozesses“ die Darstellbarkeit der komplexen Struktur.

### In iure(erster Verfahrensschritt)

#### Voraussetzungen für die Streitfestsetzung
Sofern der Klagegegner bei seiner ersten Einberufung vor dem Prätor unmittelbar ein Schuldanerkenntnis ablegte, entfaltete dieses die Wirkung eines Urteils (confessio in iure). Der Kläger konnte sein Interesse im Anschluss mit der actio iudicati vollstrecken. Verweigerte der Klagegegner die Streiteinlassung vor dem Prätor, so lohnte sich das für ihn nicht, weil Untätigkeit mit der Drohkulisse einer missio in bona wirksam abgeschreckt wurde. Deren Vollzug löste im Bereich des Schuldrechts größere Übel aus als der schlechteste denkbare Prozessausgang. Der Klagegegner haftete für die behauptete Forderung in diesem Fall mit seinem Gesamtvermögen. Bezog sich die Untätigkeit des Klagegegners auf die Herausgabe einer Sache, konnte der Prätor sie dem Kläger unmittelbar übergeben und zuweisen. Sofern die Sache dem Gericht nicht vorlag, griffen bei beweglichen Sachen Ansprüche auf Vorweisung und Besitzschutzinterdikte bei Liegenschaften und Erbschaften.
Bis heute liegt im Unklaren, wann die Richtereinsetzung (iudex, arbiter, recuperatores) zu erfolgen hatte. Vermutet wird, dass der Richter oder die Richterbank noch nach „richterloser“, formularer Streitfestsetzung bestimmt werden durften. Darauf weisen überlieferte Blankette hin. In der Satzung der Klageformel setzte der Magistrat die Kompetenzen, das Prüfungsprogramm und die Entscheidungsmöglichkeiten (Verurteilung, Freispruch) des Spruchkörpers fest.

#### Bezeichnungen, Prozessvertretung, Eidesleistung
Die Formel umfasste als wesentliche Bestandteile grundsätzlich die Bezeichnung des Streitgegenstandes (demonstratio), des Klägerbegehrens (intentio), bei Teilungsklagen gegebenenfalls die verlangte Zuurteilung (adiudicatio), und den zielführenden Urteilsbefehl (condemnatio). Einzelne Formelteile bedingten sich untereinander. Sofern seitens des Klagegegners Einwendungen (exceptiones, praescriptiones) geltend gemacht werden konnten, wurden sie zwar nicht Formelbestandteil des Prozessprogramms, sie fanden aber ihren Niederschlag noch vor der Richtereinsetzung. Eine Zuvielforderung (pluris petitio) des Klägers führte zur Klageabweisung und Konsumtion des gesamten Rechtsstreits, anders als eine Zuwenigforderung (minoris petitio), die nach Verurteilung des Beklagten auf das minor, die fehlende Differenz einklagbar hielt. Der Anspruchsgegner (Beklagte) hatte zur Begleichung seiner potentiellen Urteilsschuld Sicherheiten (cautiones iudicatum solvi) zu leisten. Diese erbrachte er in Form bürgschaftsbewehrter Stipulationsgeschäfte. 
Eine Besonderheit des vorklassischen und klassischen römischen Rechts war die Gestaltung eines geplanten Gläubiger- oder Schuldnerwechsels (Subjektwechsel) im Prozess. Da das römische Recht den heute selbstverständlichen Rechtsgedanken der Forderungsabtretung (Zession) und auch der Schuldübernahme (stattdessen nur die Novation) nicht kannte, weil davon ausgegangen wurde, dass alle Rechte aus Verpflichtungsgeschäften stets an den originären Träger gebunden waren, wurde die Aktivdelegation bemüht. Damit Nebenrechte (Bürgschaften und Pfandrechte) nicht untergehen, es insbesondere nicht der Zustimmung der jeweiligen Gegenpartei bedurfte, bediente man sich dafür der Prozessvertretung. Der abtretende Gläubiger (Zedent) bestellte denjenigen, dem er das Forderungsrecht zuwenden wollte (Zessionar) zum cognitor beziehungsweise procurator in rem suam, der die Forderung im eigenen Namen geltend machte (alieno nomine agere). Das Klägerbegehren in der Formel (intentio) wurde dabei auf den Namen des Zedenten geschrieben, der Urteilsbefehl (condemnatio) auf den Zessionar. Die Vollstreckungsklage aus dem Urteil wiederum wurde auf den Vertretenen zurückgeleitet, sodass dessen Prozessinteresse gewahrt blieb. Dieses Vorgehen war beiden Prozessparteien erlaubt. Der Prozessvertreter wurde im Rechtsstreit also selbst Prozesspartei. Die Möglichkeit des Austauschens der Parteien, der Vertreter oder des Richters (translatio iudicii) stand unter dem Vorbehalt der Einwilligung durch den Gerichtsmagistrat.
Die assertorische Eidesleistung über Tatsachen- oder Rechtsbehauptungen (iusiurandum) gehört der Sache nach zum Prozessabschnitt apud iudicem, wird von der Literatur in unterschiedlicher Hinsicht aber zumeist mit dem magistratischen Prozessabschnitt in iure in Verbindung gebracht. Dafür spielt eine Rolle, dass die Voraussetzungen für ein Eidverfahren im jeweils gültigen prätorischen Edikt festgelegt war. Der Jurist Gaius, der im Zusammenhang mit den antiken Schilderungen als Primärquelle gilt, nennt hingegen nicht den Prätor, sondern den Iudex als maßgebliche Figur der Eidesabnahme. Aufgrund des Sachzusammenhangs (Bestehen und Durchsetzbarkeit einer Forderung) erscheint das auch plausibel. Der Eid, der kein Beweismittel für die Streitentscheidung war, konnte vor Prozesseinleitung noch geleistet werden und der beweisschuldigen Partei den Ausweg bieten, sich moralisch der Gegenseite gegenüber zu rehabilitieren. Nicht selten wurde der Eid aber erst im Verfahren vor dem Richter abgenommen, dann nämlich, wenn die Beweissituation zutage trat. Weitere Besonderheiten, die mit der Technik der Eidesleistung in iure verbunden sind, aber auch die Rekonstruktion von Edikten selbst, sind bisher unzureichend ausgeforscht, bieten zur weiteren Aufklärung ein noch interessantes Forschungsfeld.

## Blankette im Formularprozess

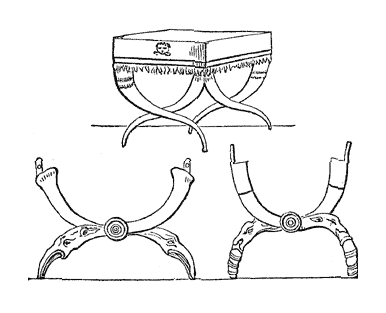
Kurulischer Stuhl
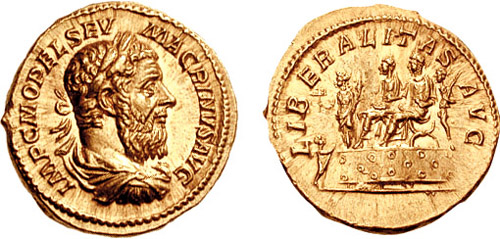
Aureus mit Kaiser Marcus Opellius Macrinus und kurulischem Stuhl
Zeitlicher Rahmen im Vergleich zur Entwicklung Roms

### Apud iudicem(zweiter Verfahrensschritt)